# Semecarpus kinabaluensis
Semecarpus kinabaluensis är en sumakväxtart som beskrevs av K.M. Kochummen. Semecarpus kinabaluensis ingår i släktet Semecarpus och familjen sumakväxter. Inga underarter finns listade i Catalogue of Life.